# Jean Majola

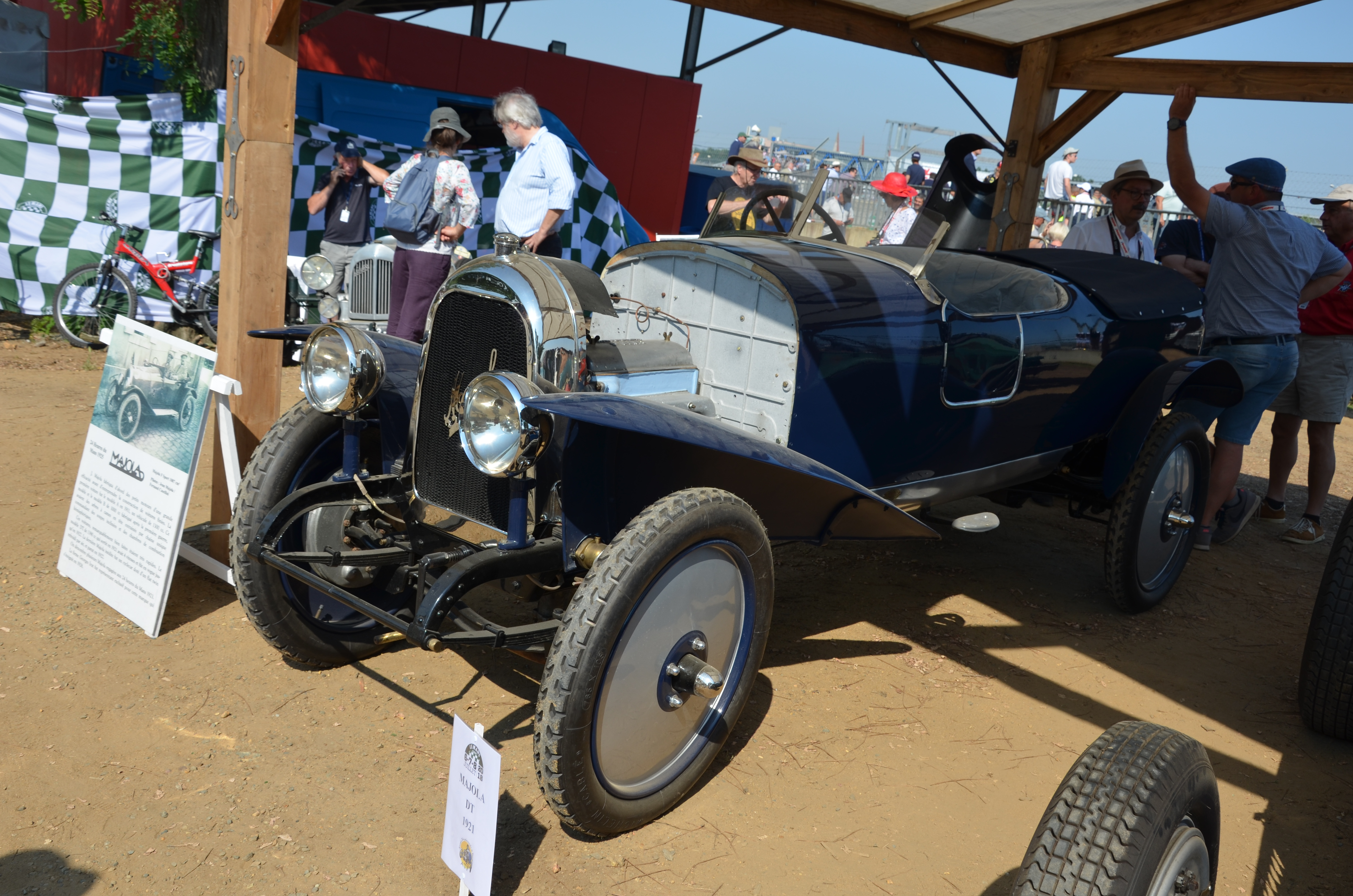
Majola DT aus dem Jahr 1921

Jean Antoine Majola (* 12. November 1869 in Curino; † 18. Juni 1951 in Épinay-sur-Seine) war ein französischer Unternehmer und Autorennfahrer italienischer Abstammung.

## Unternehmer
Jean Majola gründete 1908 ein Fahrzeug- und Motorenbau-Unternehmen. Die Fabrikationshallen von Majola befanden sich in Saint-Denis, nördlich von Paris. Die Fahrzeugproduktion begann 1911 mit dem Modell A, darauf folgte ein Jahr später das Modell B. Der Beginn des Ersten Weltkriegs unterbrach die Wagenherstellung und brachte Majola in erhebliche finanzielle Schwierigkeiten. 1920 musste er das Unternehmen an Georges Irat verkaufen, blieb aber als Geschäftsführer, bis die Produktion 1928 endgültig eingestellt wurde.

## Karriere als Rennfahrer
Jean Majola war auch einmal als Rennfahrer aktiv. 24-Stunden-Rennen von Le Mans 1925 steuerte er gemeinsam mit Fernand Casellini einen Majola Type F beim 24-Stunden-Rennen von Le Mans. Der Wagen fiel bereits in einer frühen Phase des Rennens wegen eines Motorschadens aus. 

## Statistik

### Le-Mans-Ergebnisse
| Jahr | Team               | Fahrzeug      | Teamkollege       | Platzierung | Ausfallgrund |
| ---- | ------------------ | ------------- | ----------------- | ----------- | ------------ |
| 1925 | Automobiles Majola | Majola Type F | Fernand Casellini | Ausfall     | Motorschaden |